# Dino Chiaraviglio
Dino Chiaraviglio (1873 – 1955) è stato un ingegnere e chimico italiano.

## Biografia
Figlio di Giuseppe Chiaraviglio e Domenica Osella. Nel 1896 consegue la laurea in ingegneria presso il Museo industriale di Torino, antenato dell'odierno Politecnico, dove lavora per un anno come assistente del professor Rotondi. Negli anni successivi approfondisce le sue conoscenze chimiche, prima a Berlino dove segue gli insegnamenti del professor Yan Wolf, poi a Roma come assistente del professor Cannizzaro. Lavora due anni alla Società elettrotecnica italiana e per tre anni è direttore della sezione prodotti chimici di Avigliana. Nel 1907 viene nominato dal senatore Emanuele Paternò assistente al Laboratorio chimico della Commissione consultiva sugli esplosivi, istituito con la legge 491 del 11 luglio 1907. Il Laboratorio viene creato per realizzare le prove sperimentali alla soluzione dei problemi tecnici sottoposti al vaglio della Commissione. Una volta terminati i lavori di costruzione, Chiaraviglio viene nominato da Paternò direttore ad interim del Laboratorio, carica per cui pochi mesi dopo viene indetto un concorso vinto dallo stesso Chiaraviglio. La decisione della commissione giudicatrice, presieduta dallo stesso Paternò, venne contestata dagli altri concorrenti, che presentarono ricorso ufficiale. Chiaraviglio mantenne comunque la carica fino al luglio del 1915, quando il Laboratorio fu soppresso nell'ambito del Decreto che istituiva la Commissione Superiore di Armi e Munizioni.
Nel 1909 sposa Maria Giolitti, figlia dello statista Giovanni Giolitti, con cui ha tre figli: Laura (detta Lauretta), Lorenzo e Giuseppina (detta Pinin). 
Nel maggio del 2004 la biblioteca del Museo Galileo ha acquisito la parte scientifica della biblioteca personale dell'ingegnere. Il fondo consta di ca. 1.800 opere (fra cui monografie, opuscoli e un centinaio di testate di periodici), pubblicati fra la seconda metà dell'Ottocento e la prima metà del Novecento e inerenti prevalentemente la chimica e le tecnologie chimiche.

## Opere
- Dino Chiaraviglio e Orso Mario Corbino, La distillazione della nitroglicerina a bassa temperatura, in Atti della Accademia nazionale dei Lincei. Rendiconti. Classe di scienze fisiche, matematiche e naturali, vol. 23, n. 5, 1914,  pp. 37-40.
- Dino Chiaraviglio e Orso Mario Corbino, Un apparecchio per lo studio dei gas e dei vapori che si svolgono dagli esplosivi a temperatura ordinaria, in Atti della Accademia nazionale dei Lincei. Rendiconti. Classe di scienze fisiche, matematiche e naturali, vol. 24, n. 2, Roma, 1915,  pp. 120-126.
- Dino Chiaraviglio e Orso Mario Corbino, Il sistema nitroglicerina-cotone nitrato. Condensazione dei vapori di nitroglicerina sul cotone nitrato in un ambiente vuoto a temperatura uniforme. Nota I, in Atti della Accademia nazionale dei Lincei. Rendiconti. Classe di scienze fisiche, matematiche e naturali, vol. 24, n. 5, 1915,  pp. 247-250.
- Dino Chiaraviglio e Orso Mario Corbino, Il sistema nitroglicerina-cotone nitrato. Estrazione della nitroglicerina dalla balistite per distillazione nel vuoto a temperatura ordinaria. Nota II, in Atti della Accademia nazionale dei Lincei. Rendiconti. Classe di scienze fisiche, matematiche e naturali, vol. 24, n. 5, 1915,  pp. 361-366.